# آل حيمد (مدينة مأرب)

تعديل مصدري - تعديل

آل حيمد هي إحدى قرى عزلة الاشراف بمديرية مدينة مأرب التابعة لمحافظة مأرب، بلغ تعداد سكانها 294 نسمة حسب تعداد اليمن لعام 2004.